# Episodi di All's Fair
La prima e unica stagione della serie televisiva All's Fair è andata in onda negli Stati Uniti dal 20 settembre 1976 al 30 maggio 1977 sulla CBS.
| nº | Titolo originale          | Titolo italiano               | Prima TV USA      | Prima TV Italia |
| -- | ------------------------- | ----------------------------- | ----------------- | --------------- |
| 1  | Strange Bedfellows        | Cambierai Charley             | 20 settembre 1976 |                 |
| 2  | Jealousy                  | Gelosia                       | 27 settembre 1976 |                 |
| 3  | A Perfect Evening         |                               | 4 ottobre 1976    |                 |
| 4  | Living Together           | Vivere insieme                | 18 ottobre 1976   |                 |
| 5  | Discovery Day             | Il giorno della scoperta      | 25 ottobre 1976   |                 |
| 6  | Election Eve              | Vigilia elettorale            | 1º novembre 1976  |                 |
| 7  | The Gang Leader           | Il capobanda                  | 8 novembre 1976   |                 |
| 8  | Happy Anniversary (1)     | Buon Anniversario 1           | 15 novembre 1976  |                 |
| 9  | Happy Anniversary (2)     | Buon Anniversario 2           | 22 novembre 1976  |                 |
| 10 | The Weekend               | Weekend                       | 29 novembre 1976  |                 |
| 11 | The Leak                  |                               | 13 dicembre 1976  |                 |
| 12 | True Confessions          | Confessioni vere              | 20 dicembre 1976  |                 |
| 13 | Love and Marriage (1)     |                               | 3 gennaio 1977    |                 |
| 14 | Love and Marriage (2)     |                               | 17 gennaio 1977   |                 |
| 15 | Lucy's Job Offer          |                               | 7 febbraio 1977   |                 |
| 16 | President Requests (1)    | Il desiderio del presidente 1 | 14 febbraio 1977  |                 |
| 17 | President Requests (2)    | Il desiderio del presidente 2 | 21 febbraio 1977  |                 |
| 18 | In Name Only              |                               | 28 febbraio 1977  |                 |
| 19 | Save the Yak              | Salvate lo Yak                | 7 marzo 1977      |                 |
| 20 | Remembrance               | Ricordi                       | 14 marzo 1977     |                 |
| 21 | The Dick and Vanessa Show | Dick e Vanessa Show           | 28 marzo 1977     |                 |
| 22 | The Jailbirds 1           | I prigionieri 1               | 23 aprile 1977    |                 |
| 23 | The Jailbirds 2           | I prigionieri 2               | 30 aprile 1977    |                 |
| 24 | Charley's Father          | Il padre di Charley           | 30 maggio 1977    |                 |

## Cambierai Charley
- Titolo originale: Strange Bedfellows

### Trama
- Guest star: Salome Jens

## Gelosia
- Titolo originale: Jealousy

### Trama
- Guest star: Janis Paige (Barbara), Mark Harmon [...]

## A Perfect Evening
- Titolo originale: A Perfect Evening

### Trama
- Guest star: Phil Leeds (Stanley), Patrick Campbell (Mort)

## Vivere insieme
- Titolo originale: Living Together

### Trama
- Guest star: William Schallert (J.L. Radburn), Alice Ghostley (Inez), Charles White (Rev. Stevenson)

## Il giorno della scoperta
- Titolo originale: Discovery Day

## Vigilia elettorale
- Titolo originale: Election Eve

## Il capobanda
- Titolo originale: The Gang Leader

### Trama
- Guest star: Shirley Hemphill (Big O), Susan Batson (cameriera)

## Buon Anniversario 1
- Titolo originale: Happy Anniversary (1)

### Trama
- Guest star: Patricia Stevens (moglie), Michael Durrell (marito), Sandy Sprung (infermiera), Jane Connell (madre)

## Buon Anniversario 2
- Titolo originale:  Happy Anniversary (2)

### Trama
- Guest star: Helen Page Camp (infermiera Adams), Michael Keaton (Lanny Wolf)

## Weekend
- Titolo originale: The Weekend

### Trama
- Guest star: Janis Paige (Barbara)

## The Leak
- Titolo originale: The Leak

### Trama
- Guest star: Cliff Norton (Granny Goose)

## Confessioni vere
- Titolo originale: True Confessions

### Trama
- Guest star: Charlotte Rae (Madge), Howard Morton (Harvey)

## Love and Marriage (1)
- Titolo originale: Love and Marriage (1)

## Love and Marriage (2)
- Titolo originale: Love and Marriage (2)

## Lucy's Job Offer
- Titolo originale: Lucy's Job Offer

## Il desiderio del presidente 1
- Titolo originale: President Requests (1)

### Trama
- Guest star: Jeff Altman (presidente Carter), Gordon Hurst (Freddie Joe), Michael Keaton (Lanny Wolf)

## Il desiderio del presidente 2
- Titolo originale: President Requests (2)

### Trama
- Guest star: Michael Keaton (Lanny Wolf), Warren Berlinger (Lafferty), Jeff Altman (presidente Carter)

## In Name Only
- Titolo originale: In Name Only

## Salvate lo Yak
- Titolo originale: Save the Yak

### Trama
- Guest star: Tom Poston (Harold Banks), Queenie Smith (Polly Kirkland), James Cromwell (Shaw)

## Ricordi
- Titolo originale: Remembrance

### Trama
- Guest star: Marcel Hillaire (Frenchman), Johnny Haymer (Guy), Andra Akers (Desiree)

## Dick e Vanessa Show
- Titolo originale: The Dick and Vanessa Show

## I prigionieri 1
- Titolo originale: The Jailbirds

### Trama
- Guest star: Michael Keaton (Lanny Wolf)

## I prigionieri 2
- Titolo originale: The Jailbirds

### Trama
- Guest star: Paul Zegler (Deputy), Michael Keaton (Lanny Wolf), George Petrie (colonnello Grimes), Jeannie Linero (Amanda)

## Il padre di Charley
- Titolo originale: Charley's Father

### Trama
- Guest star: James Gregory (Arthur Drake)